# Étrepy

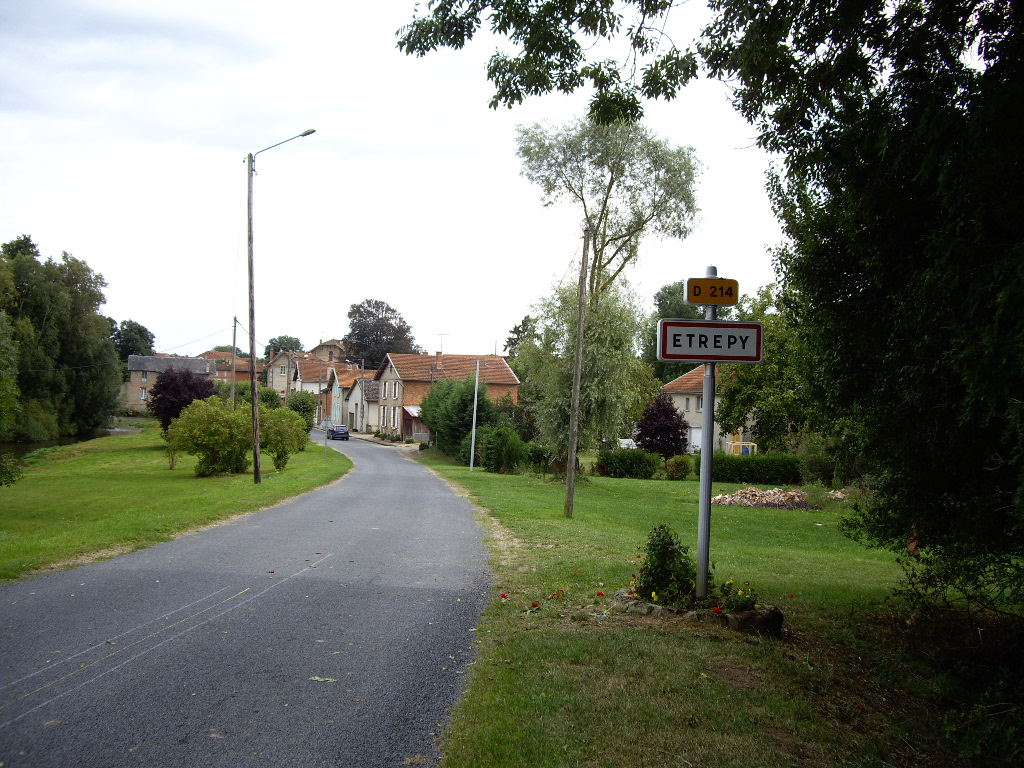
Wjazd do miejscowości

Étrepy – miejscowość i gmina we Francji, w regionie Grand Est, w departamencie Marna.
Według danych na rok 2013 gminę zamieszkiwały 134 osoby.